# Mammutcentralen

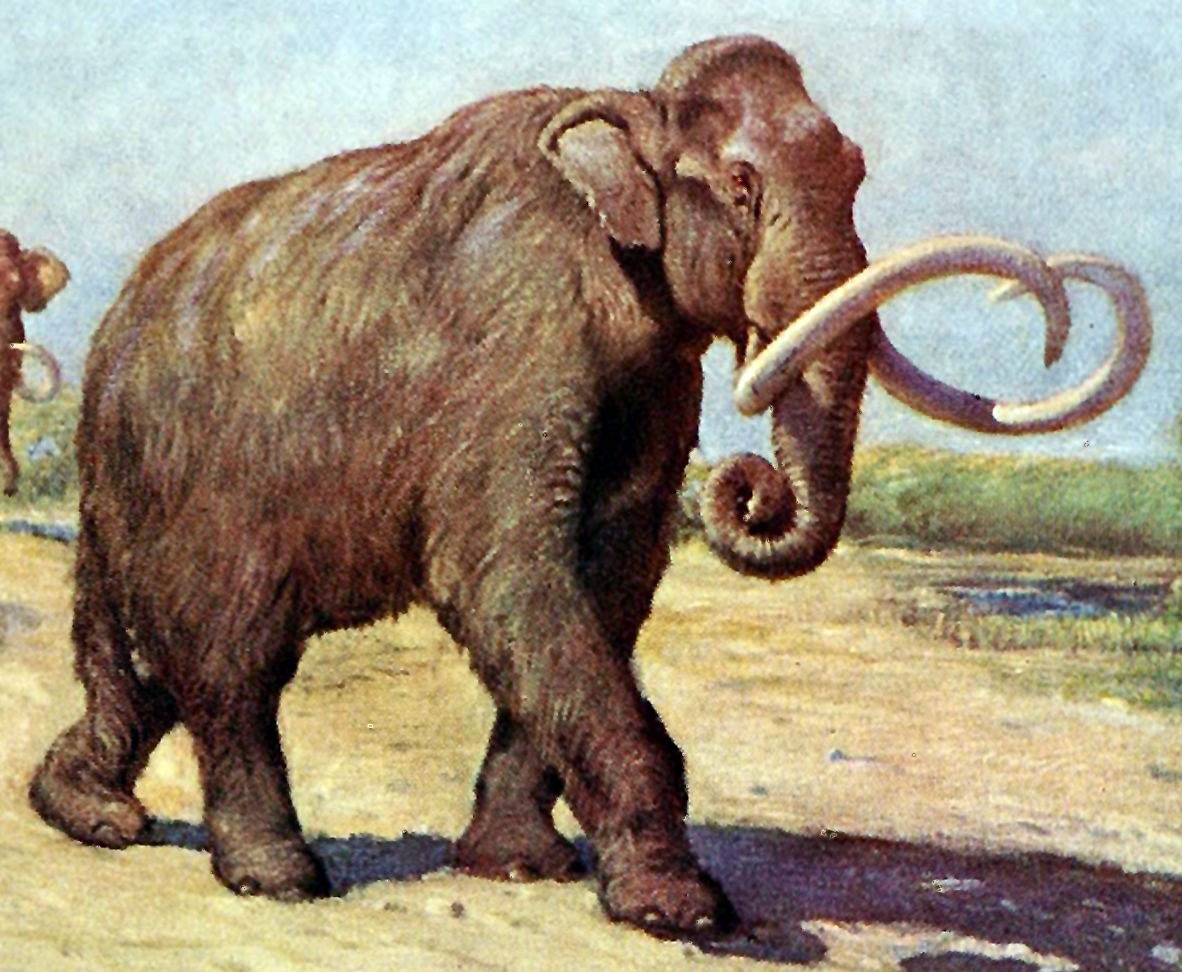
Columbiamammut, illustration.

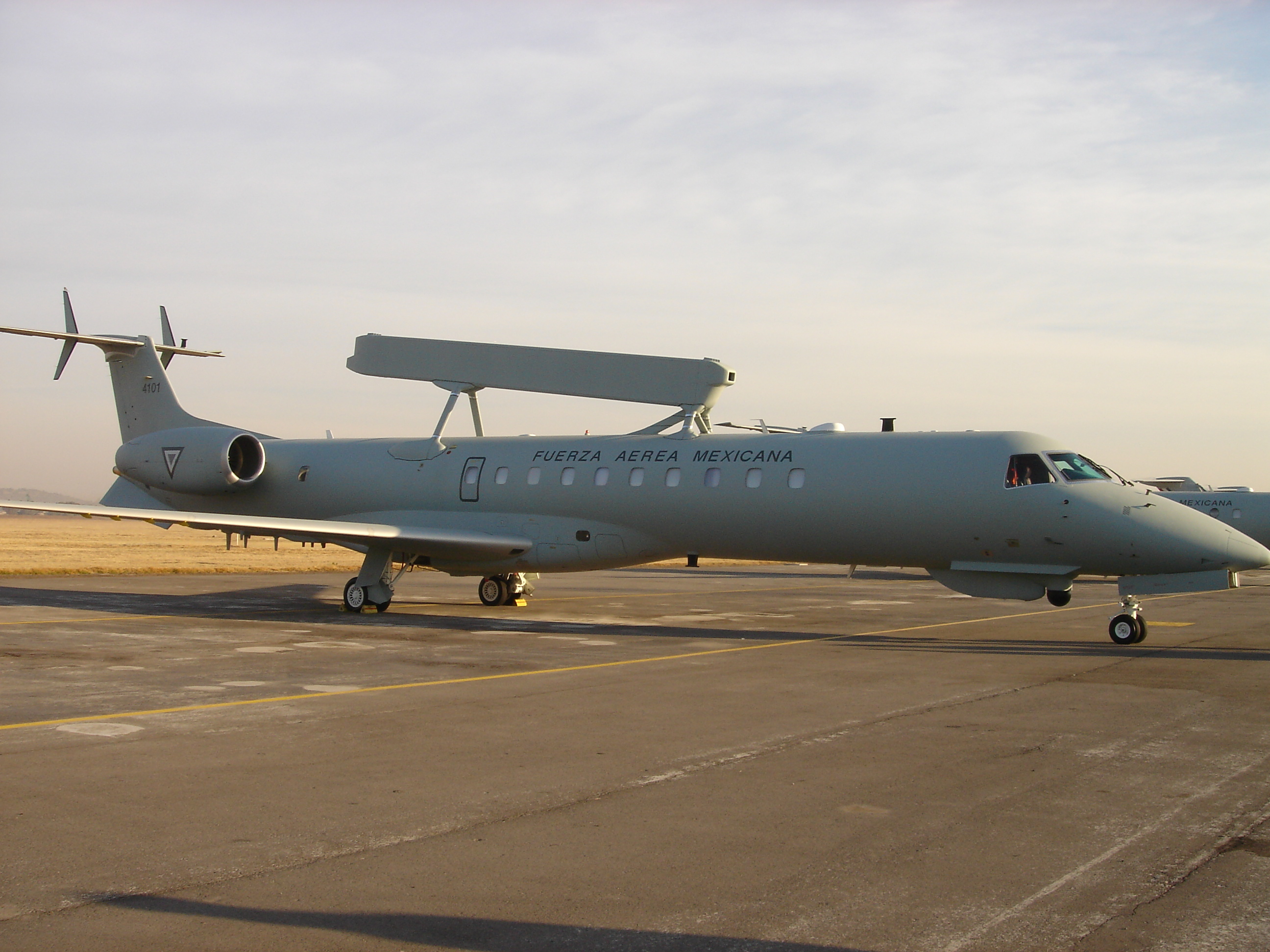
En modifierad Embraer 145 ägd av det mexikanska flygvapnet står parkerad vid flygbasen.

Mammutcentralen (spanska: Central de Mamuts) är en paleontologisk utgrävningsplats vid området kring flygbasen Santa Lucía i kommunen Zumpango i den nordöstra delen av delstaten Mexiko i Mexiko.

## Bakgrund
Planer finns att rusta upp flygbasen i utgrävningsplatsens närhet till en andra kommersiell flygplats i Mexico City. Detta sedan ett förslag om att bygga en ny flygplats på den forna Texcocosjön röstats ner. Området ligger ungefär 45 kilometer nordost om Mexico Citys gräns. När flygbasen öppnar upp för civil trafik kommer den att byta namn till Aeropuerto Felipe Ángeles.

## Utgrävningar
Sedan utgrävningarna startade 2020 har man hittat över 200 fossiler av columbiamammuten, samt skelett från minst 25 kameler och 5 hästar. Mammutcentralen blev snabbt den överlägset största paleontologiska utgrävningsplatsen för mammutskelett och fossiler. Den tidigare största sådana platsen låg i South Dakota i USA med 62 bekräftade exemplar.
Mexikos nationella institut för antropologi sade redan i november 2019 att "Det här är det största fyndet i sitt slag som någonsin gjorts".
Utgrävningen kommer att avslutas i maj månad år 2022, då det är planerat att den nya kommersiella flygplatsen skall öppna för trafik.